# Владо Стругар
Владо Стругар (Доњи Улићи, код Цетиња, 28. децембар 1922 — Београд, 24. август 2019) био је учесник Народноослободилачке борбе, српски историчар и књижевник, пуковник ЈНА, члан Војноисторијског института (ВИИ) у Београду, Македонске академије наука и уметности (МАНУ), Српске академије наука и умјетности (САНУ), Црногорске академије наука и умјетности (ЦАНУ) и Сената Републике Српске.

## Биографија
Рођен је 28. децембра 1922. у мјесту Доњи Улићи, код Цетиња. Гимназију је учио у Цетињу и положио велику матуру на пролеће 1941. године.
Учесник је Народноослободилачке борбе од 1941. године. После рата је имао чин пуковника и налазио се на разним дужностима у Југословенској народној армији (ЈНА), од чега највише у Војноисторијском институту (ВИИ) у Београду. Пензионисан је из активне војне службе 1971. године.
У Сарајеву је започео студије права 1946. године, које није завршио. У Београду је слушао наставу и завршио: Институт друштвених наука 1953. године, затим Вишу војну академију ЈНА 1957, а 1964. године је магистрирао на Филозофском факултету у Београду. Докторирао је у области историјских наука на Академији наука у Москви, 1968. године, са тезом Народноослободилачки рат Југославије.
Члан Црногорске академије наука и умјетности (ЦАНУ) је постао од њеног оснивања 1973, Македонске академије наука и уметности (МАНУ) 1981, а Српске академије наука и умјетности (САНУ) 1994. године. Члан је и Удружења књижевника Србије (УКС). Сенатор Републике Српске постао је у првом сазиву Сената (1996—2008). На Дванаестом конгресу СКЈ, 1982. године, изабран је за члана Централног комитета СКЈ.
Био главни и одговорни уредник научног часописа Војноисторијски гласник (1963—1967) и, после, Југословенског историјског часописа (1970—1973). Налазио се међу оснивачима, те је изабран за председника Црногорског сабора српске слоге (1992—1997), родољубивог удружења за просвету и културу.
Добитник је награде „Златно перо Српског тројства“, коју му је Универзитет у Приштини додијелио 1997. године.
Носилац Партизанске споменице 1941. и других југословенских одликовања, међу којима су — Орден братства и јединства са златним венцем, Орден партизанске звезде са сребрним венцем, Орден заслуга за народ са сребрним зрацима, Орден народне армије са златном звездом, Орден за храброст и  Орден за војне заслуге са златним мачевима.
Активно се залагао за очување државног заједништва Србије и Црне Горе у оквиру некадашње Савезне Републике Југославије (1992—2003), а потом и у оквиру Државне заједнице Србије и Црне Горе (2003—2006). Почетком 2005. године, постао је један од оснивача Покрета за европску државну заједницу Србије и Црне Горе у Србији.

## Видите још
- Црногорски сабор српске слоге
- Одбор за одбрану једнаких права држављана Црне Горе
- Покрет за европску државну заједницу Србије и Црне Горе